# Ferghanagebirge
Das Ferghanagebirge (kirgisisch Фергана тоо кыркасы) ist ein Gebirgszug des Tienschan in Kirgisistan in Zentralasien.
Das Ferghanagebirge trennt die Niederung des Ferghanatals im Westen vom Inneren Tienschan im Osten. Es hat eine Längsausdehnung in Nordwest-Südost-Richtung von 225 km. Der südöstliche Gebirgsteil ist vergletschert und liegt höher als der nordwestliche Abschnitt. Die Gletscherfläche wird mit 125 km² angegeben. Die maximale Höhe liegt bei 4940 m. Das Ferghanagebirge fällt nach Nordosten steil ab, während die Berghänge nach Südwesten flach auslaufen. Im Südosten schließen sich die Bergketten des Torugart- und Alaigebirges an. Ausläufer des Ferghanagebirges sind Babasch-Ata, Suugan-Tasch, Sjorjun-Djobjo und das Sklonygebirge. Größere Wasserläufe, die das Ferghanagebirge entwässern, sind die Flüsse Karakuldscha, Karaüngkür, Kulun, Jassy und Alabuga.
Das Gebirge besteht aus Glimmerschiefer sowie Sandstein, Kalkstein und weiteren Sedimentgesteinen. Es gibt Intrusionen von Gabbro und Diabas.